# Société Desandrouin-Cordier
Pour les articles homonymes, voir Desandrouin.
La Société Desandrouin-Cordier est une compagnie minière du bassin minier du Nord-Pas-de-Calais qui a exploité la houille au milieu du XVIIIe siècle à Vieux-Condé. Fondée le 29 août 1741 par Jean-Jacques Desandrouin et Pierre Desandrouin-Desnoëlles, avec le bailli Cordier, et la présence d'Emmanuel de Croÿ-Solre, la société entreprend différents puits, mais les deux tiers sont abandonnés, essentiellement à cause des venues d'eau ou de l'absence de charbon. La concession de Vieux-Condé est obtenue le 14 octobre 1749 et étendue à Hergnies le 21 avril 1751.
C'est en 1751 qu'une veine de houille exploitable est découverte à la fosse des Trois Arbres. La société commence alors petit à petit à se développer, mais fusionne le 19 novembre 1757 avec la Société Desandrouin-Taffin et la Société de Cernay pour former la Compagnie des mines d'Anzin. Cette dernière connaît alors un fulgurant développement, jusqu'à sa nationalisation en 1946. C'est en décembre 1988 et mars 1989 que ferment les deux dernières fosses ouvertes par la Compagnie des mines d'Anzin : Ledoux et Arenberg.

## Historique

### Contexte
La découverte du charbon à Fresnes-sur-Escaut et à Anzin, le développement donné aux deux établissements (de Fresnes et d'Anzin), qui par la suite ont été créés dans ces villages, la prospérité de la Société Desandrouin-Taffin, ont naturellement conduit à de nouvelles tentatives.
En 1741, le 12 septembre, Pierre Taffin fait ouvrir un puits sur Vieux-Condé, dépendance de la haute-justice de Condé, dans un terrain dont il est le propriétaire. Le fait est constaté par procès-verbal du 27 septembre, et Pierre Taffin est actionné par le prince de Croÿ, seigneur haut-justicier, devant le parlement, pour que, conformément aux chartes générales du Hainaut, il plait à la cour « déclarer que le dit sieur Taffin était sans droits d'extrayer terre au dit Vieux-Condé et y faire fosse pour en tirer charbon... faire défense d'y travailler davantage ». Pierre Taffin commence par opposer un déclinatoire, soutenant que l'intendant de la province était seul compétent en cette matière. Mais ensuite, il allègue que le puits n'avait pas pour but la recherche de charbon et l'a fait combler. L'objet du procès n'existant plus, le parlement, par arrêt du 23 janvier 1742 donne acte aux parties de leurs désistements respectifs.

### Formation de la société

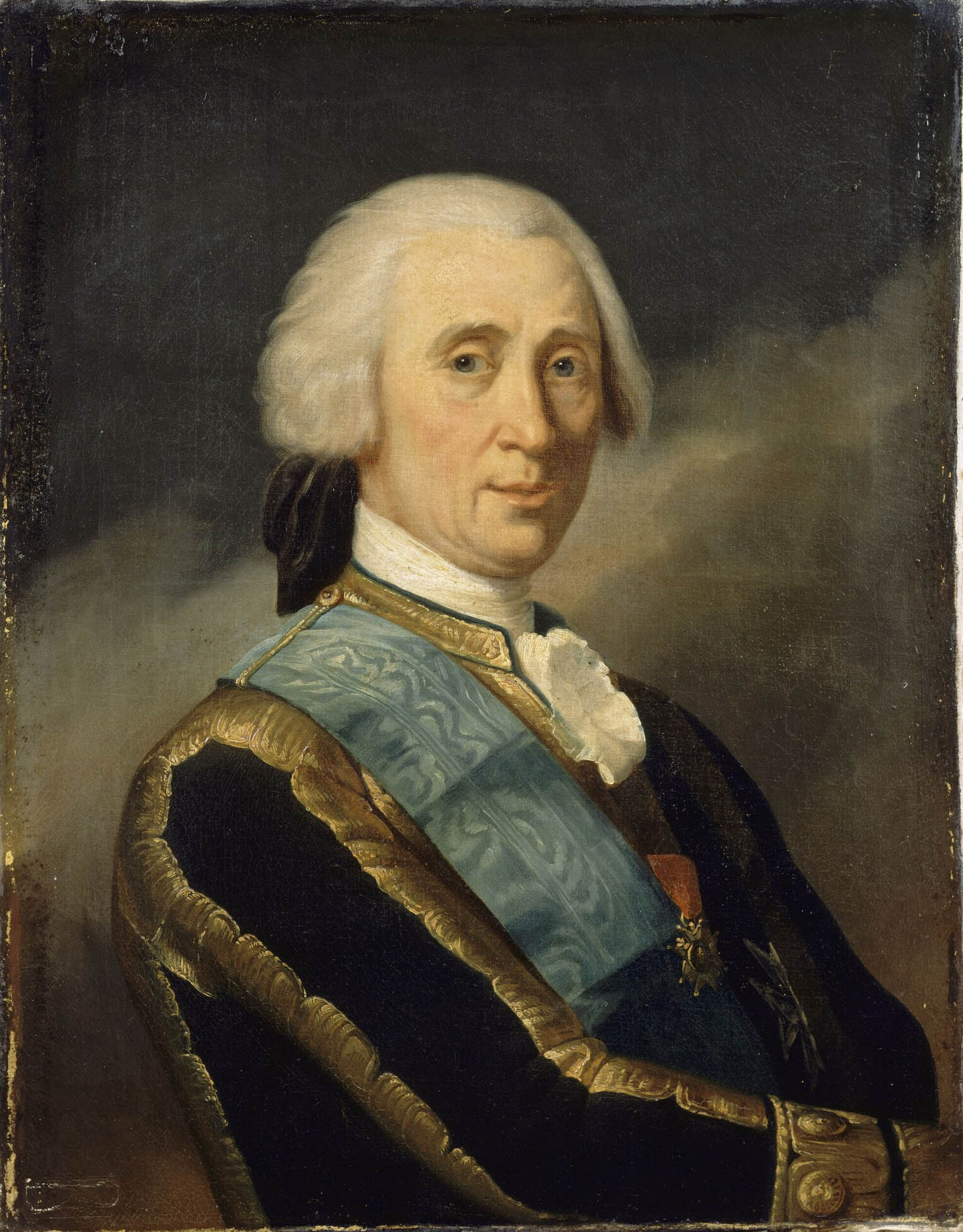
Emmanuel de Croÿ-Solre.

De leur côté, Jean-Jacques Desandrouin et Pierre Desandrouin-Desnoëlles ont, le 28 août 1741, traité avec Emmanuel de Croÿ-Solre de ses droits de haute-justice sur Condé et Vieux Condé. La cession a eu lieu moyennant une redevance annuelle de mille livres pour les six premières années à partir de la découverte, et de deux mille livres pour les années suivantes. Cette dernière somme est réduite à 1 500 livres en 1747. Le lendemain de la première convention, le 29 août 1741, Cordier, bailli de Condé, qui a négocié cette affaire et signé la convention pour M. de Croÿ, reçoit, en don, par acte passé entre Jean-Jacques Desandrouin et lui, quatre sols sur vingt dans l'entreprise des fosses à charbon de Vieux-Condé, chauffours de Tournai et annexes, à laquelle la compagnie joint plus tard l'entreprise des fosses à charbon de Bernissart, de l'autre côté de la frontière.
Suivant un mémoire de la Compagnie des mines d'Anzin, publié en l'an XIV et réimprimé en 1843, l'entreprise de Vieux-Condé aurait été faite par la compagnie de Jean-Jacques Desandrouin et Pierre Taffin, à laquelle M. de Croy aurait été associé. C'est une erreur : M. Regnard fait observer que dans le traité de 1737 pour Fresnes, Jean-Jacques Desandrouin stipule pour sa compagnie, tandis que dans le traité de 1741, pour Vieux-Condé, il stipule pour son frère et lui. Non seulement ce n'est pas la société Desandrouin-Taffin, ni Jean-Jacques Desandrouin pour sa compagnie qui traite du droit d'extraire la houille, mais encore on voit Pierre Taffin qui fait une tentative séparée qu'il est forcé d'abandonner, alors qu'une compagnie est formée exclusivement entre les frères Desandrouin et le bailli Cordier. Les parts qui ont été faites à chacun des intéressés lors de la réunion de 1757 sont une preuve de cette exclusion. La Société Desandrouin-Taffin se réunissant à la Société de Cernay et à la compagnie du vicomte Desandrouin et de la famille Cordier pour le Vieux-Condé, il est alloué dans les vingt-quatre sols dont se compose l'association cinq sols neuf deniers au vicomte Desandrouin, trois sols et neuf deniers aux héritiers de Taffin, et un sol à la famille Cordier.

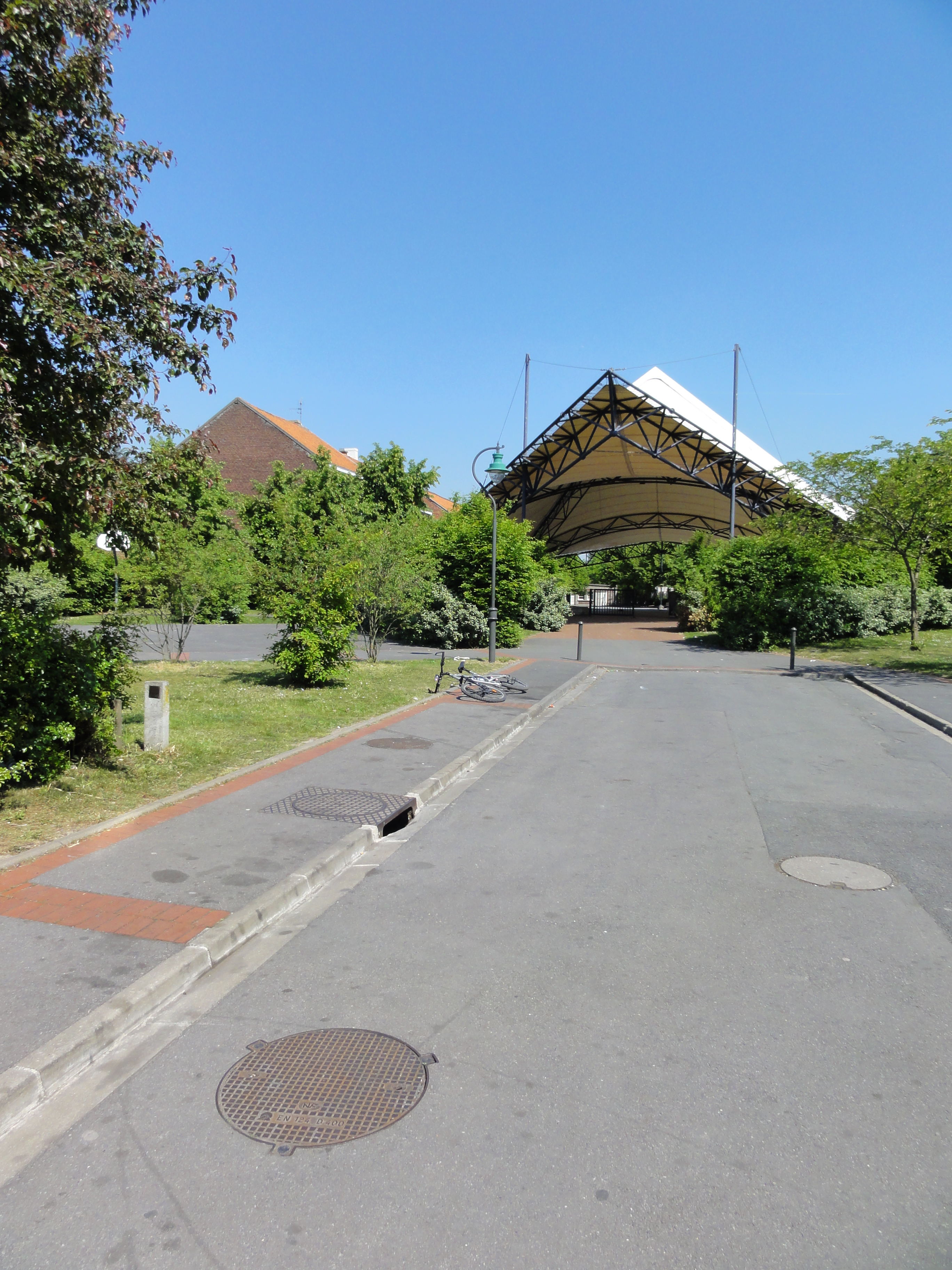
Le carreau de la fosse des Trois Arbres en 2011, la tête du puits d'extraction matérialisée au premier plan, celle du puits d'épuisement et la borne de présence en arrière-plan.

### Travaux
La Société Desandrouin-Cordier commence ses travaux en 1741. La direction en est confiée à Paul Castiau, qui établit deux puits nommés Gaspard, à droite de la chaussée qui va de Condé-sur-l'Escaut à Bonsecours. Ces puits sont vite abandonnés sans résultat à quarante toises de profondeur.
En 1742, une nouvelle tentative est faite par la fosse du Bois des Hurlies, mais on n'y trouve que du charbon invendable. La fosse Hurbain est faite inutilement jusqu'à trente toises en 1743. En 1746, on tente la fosse de la Moitié que l'on abandonne en 1748 à la profondeur de quarante toises. En 1747, la fosse Huvelle est commencée, mais elle est abandonnée à la profondeur de quarante toises en 1756.
Ces tentatives infructueuses ont fait décider l'abandon des travaux, mais le directeur demande à Jean-Jacques Desandrouin de lui permettre de placer une fosse comme il l'entend. On se porte alors plus au nord, et l'on commence, le 5 décembre 1750, la fosse des Trois Arbres, encore existante un siècle plus tard, où l'on découvre une veine dans la direction d'Hergnies en 1751. En 1751, on creuse la fosse du Gros Caillou dont on se sert jusqu'en 1787. En 1753, on tente les avaleresses de l'Écarlate, que l'on abandonne de suite à dix toises. L'année suivante, on commence la fosse Saint-Thomas.

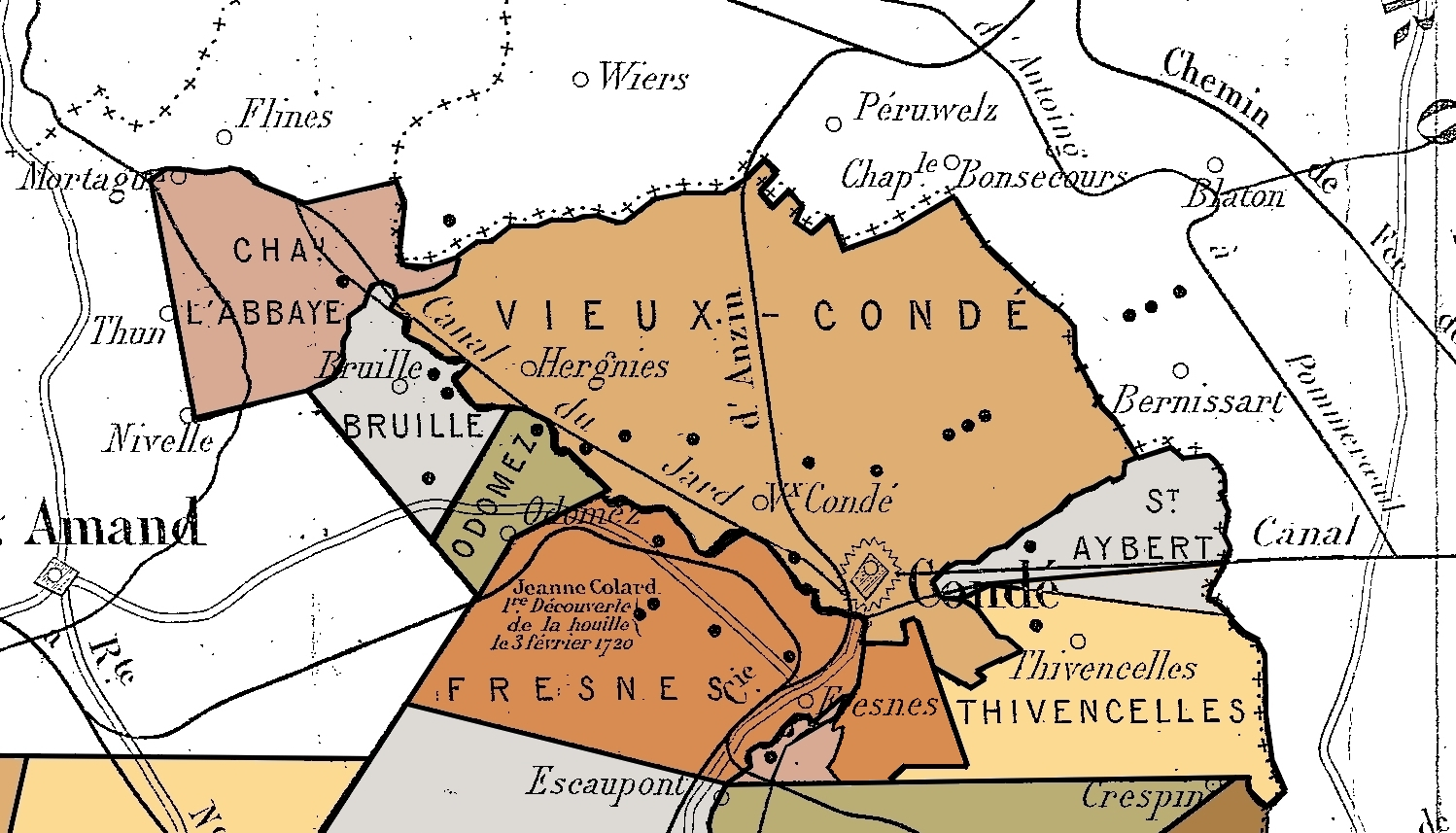
La concession de Vieux-Condé sur une carte extraite d'un ouvrage d'Émile Vuillemin datant de 1880, et colorisée en 2011.

### Concession
Avertis par les exigences du prince de Croÿ relativement à la seigneurie de Fresnes, les frères Desandrouin ne se sont pas d'abord adressés à l'autorité royale, mais directement au seigneur haut-justicier. Cependant, un arrêt du conseil du 14 janvier 1744 est venu défendre l'extraction de la houille sans la permission du contrôleur-général des finances, à toutes personnes, même aux seigneurs hauts-justiciers. La nouvelle compagnie a alors voulu, pendant qu'elle se livre aux recherches, se faire donner une concession royale que M. de Croÿ se charge de solliciter lui-même.
À cet effet, le prince présente au Conseil d'État une première requête dans laquelle il expose : que l'extraction qui se fait aux environs de Valenciennes par Jean-Jacques Desandrouin et compagnie ne suffit pas à la consommation ; que lui, prince de Croÿ, suivant les coutumes et chartes du pays, peut faire extraire du charbon de ses terres de Condé et Vieux-Condé ; qu'il en a fait faire la recherche depuis 1741, ce qui l'a exposé à une dépense prodigieuse. Mais que craignant d'être troublé dans son travail, attendu les dispositions du règlement de 1744, « il requerrait qu'en approuvant les ouvertures de fosses et les extractions de charbon qu'il avait fait faire dans ses terres de Condé et Vieux-Condé, il plût à sa majesté, déclarer commun pour l'établissement fait par le suppliant dans ses terres de Condé et Vieux-Condé, les exemptions et remises de droits qui ont été accordées aux entrepreneurs des mines de charbon de terre ouvertes près de Condé et Valenciennes ». Et, par arrêt du 14 octobre 1749, le roi permet au prince de Croÿ, ses hoirs ou ayant-cause, de faire fouilles et exploiter, exclusivement à tous autres, les mines de charbon « dans l'étendue de ses terres de Condé et Vieux-Condé au-delà de l'Escaut », sans limitation de temps, et lui accorde, jusqu'au 1er juillet 1760, les mêmes exemptions que celles dont jouit la Société Desandrouin-Taffin. La concession est dénommée concession de Vieux-Condé.
Dans une seconde requête, le prince de Croy expose que, depuis l'arrêt de 1749, il a continué à faire travailler sans beaucoup de succès ; qu'il a découvert une veine ; mais que cette veine « prenant sa direction vers le village d'Hergnies qui est enclavé dans ses terres de Condé et Vieux-Condé, et qui est le seul terrain restant sur la rive droite de l'Escaut, il craindrait encore que ce lui soit tout à fait hors des privilèges accordées au sieur Desandrouin et compagnie, d'être troublé dans son exploitation, sous le prétexte de défaut de dénomination dans l'arrêt du 14 octobre 1749 » ; en conséquence, il demande le droit de tirer du charbon sur Hergnies, avec les mêmes privilèges. Un arrêt du 20 avril 1751 lui accorde l'autorisation de fouiller et d'exploiter dans tout le territoire du village d'Hergnies. M. de Croÿ se pose dans ces requêtes comme ayant fait les recherches et la découverte à Vieux-Condé, alors que ce n'est pas le cas.

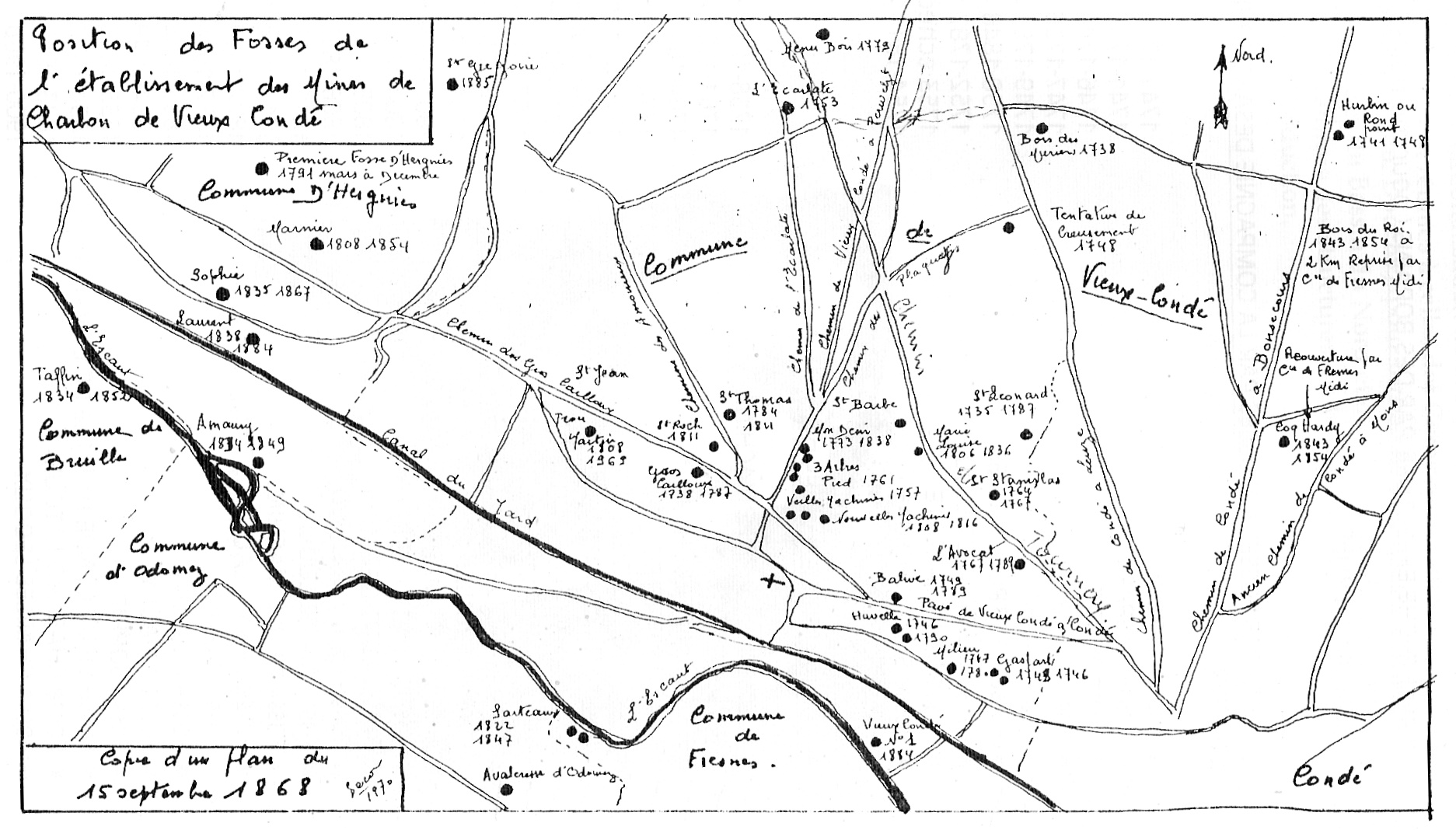
Carte de 1868 représentant les puits creusés à Vieux-Condé et Condé-sur-l'Escaut.

### État de l'exploitation en 1756
En 1756, l'exploitation de Vieux-Condé se réduit à deux puits d'extraction, Trois Arbres et le Gros Caillou, un puits d'aérage, et un puits commencé, Saint-Thomas. Réunie en 1757 à Fresnes et à Anzin, l'exploitation du Vieux-Condé n'a pas encore rendu les avances qu'elle a occasionnées, son état est loin d'être satisfaisant. C'est avec le produit des fosses de Fresnes et d'Anzin qui était considérable que l'on a mis l'exploitation du Vieux-Condé dans l'état florissant où il est plus tard.
De 1741 à 1756, douze puits ont été ouverts, dont huit inutilement, deux servant à l'extraction en 1756, un servant à l'aérage, et un en voie d'exécution.